# Luis Marín (Fußballspieler, 1974)
Luis Antonio Marín Murillo (* 10. August 1974 in San José) ist ein ehemaliger costa-ricanischer Fußballspieler.

## Verein
Luis Marín kam 1992 zum ersten Mal in der ersten Liga Costa Ricas beim AD Carmelita zum Einsatz. Seit seinem Wechsel 1993 zum Spitzenclub LD Alajuelense war er dort eine feste Größe in der zentralen Abwehrposition. Mit Alajuelense holte er sieben Meistertitel und gewann 2004 den CONCACAF Champions Cup.
2006 wechselte er nach Israel zu Maccabi Netanja.

## Nationalmannschaft
Seit 23. Juni 1993 spielt er auch in der Nationalmannschaft Costa Ricas und ist mit 123 Einsätzen der Rekordnationalspieler des Landes. Als erfahrenster Spieler, der beim bislang erfolgreichsten Abschneiden des Landes bei der WM 2002 dabei war, stand er auch wieder im Aufgebot Costa Ricas für die Fußball-Weltmeisterschaft 2006 in Deutschland.
Titel / Erfolge
- CONCACAF-Champions-Cup-Sieger: 2004 (LD Alajuelense)
- Costa-ricanischer Meister: 1996, 1997, 2000, 2001, 2002, 2003, 2005 (LD Alajuelense)